# Kardning

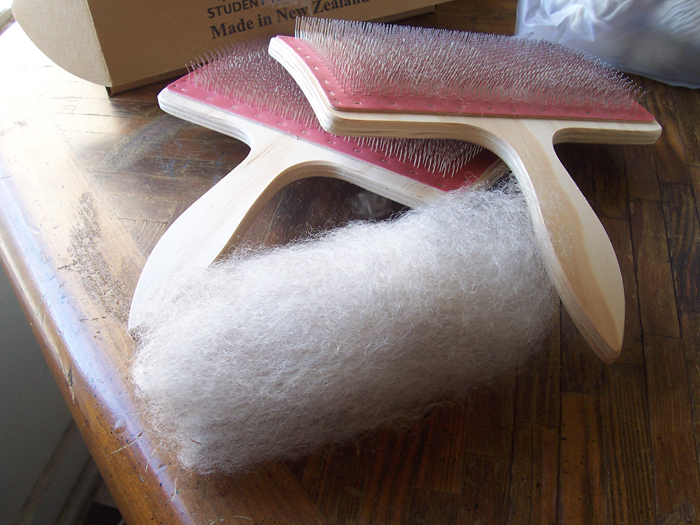
Kardor för hantverksmässig kardning.

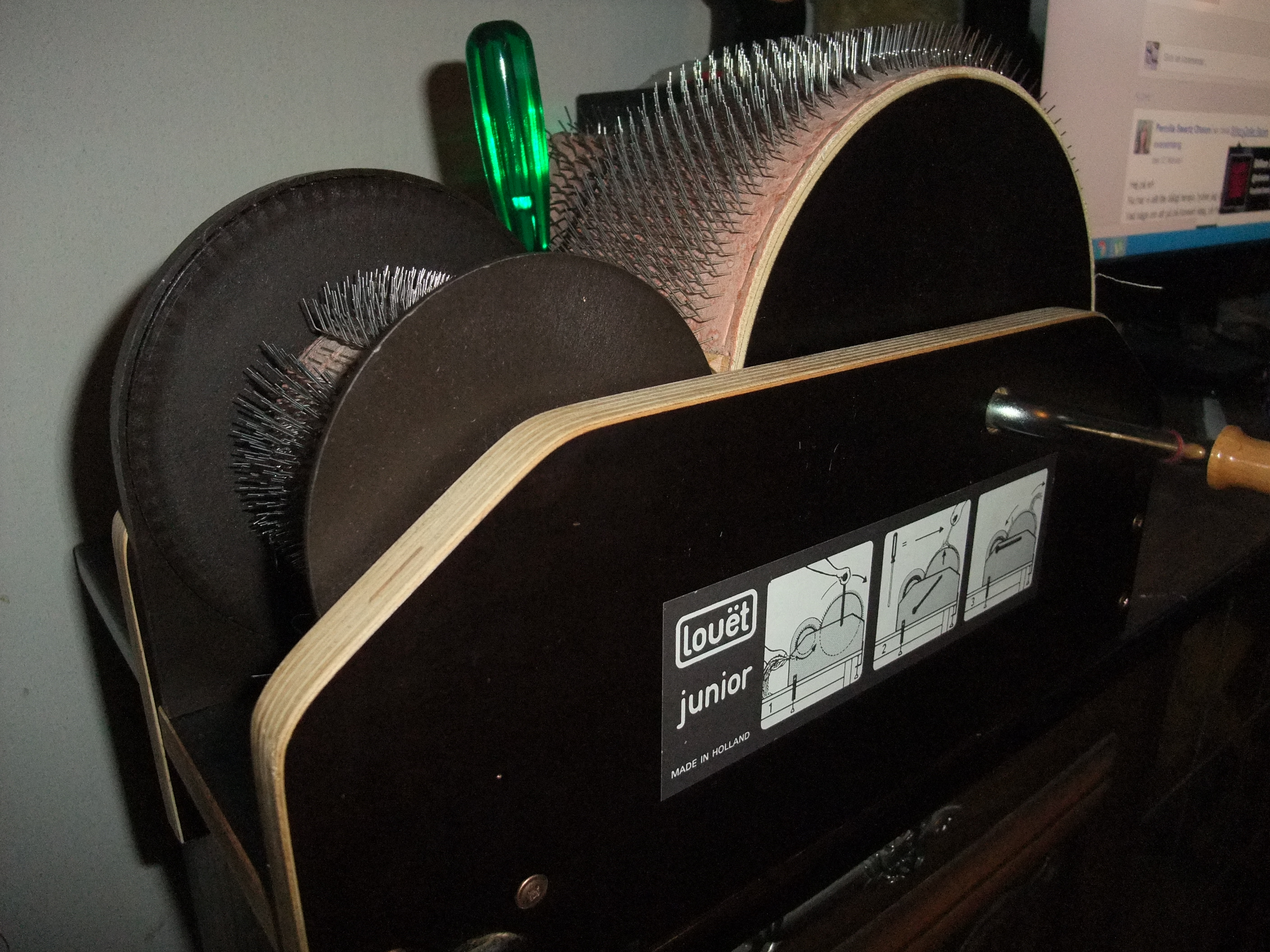
Manuellt driven Louet junior kardmaskin.

Kardning är den kamning, förberedelse av bomullen eller ullens fibrer som är en förberedelse inför spinningen. Kardning kan göras traditionellt hantverksmässigt eller maskinellt. Ullen behandlas mellan två kardor så att ullens fibrer likriktas. 
Alla fibrer kardas innan spinning.
En traditionell handhållen karda består av ett trästycke med en fjädrande dyna av gummi eller läder i vilken det sitter ett stort antal piggar av järntråd. Kardorna används i par. Den ull som ska kardas läggs mellan kardorna, dessa läggs ihop och dras sedan från varandra med en bestämd rörelse. Vid husbehovskardning i äldre tider kunde en av kardorna vara fäst vid ett bord.
När 10 à 12 färdigkardade ulltappar rullats samman kallas det i skånskt bygdemål en katt.
En liknande procedur görs även vid beredning av lin, och kallas då att  häckla.